# سپیده‌دم سوار
سپیده‌دم سوار (به انگلیسی: Dawn Rider) فیلمی محصول سال ۲۰۱۲ و به کارگردانی تری مایلز است. در این فیلم بازیگرانی همچون کریستین اسلیتر، جیل هنسی، دونالد ساترلند و لاکلین مونرو ایفای نقش کرده‌اند.